# 좋아한다는 건 록이라구!
〈좋아한다는 건 록이라구!〉(好きというのはロックだぜ! 스키토이노와로크다제[*])는 일본의 여성 아이돌 그룹 노기자카46의 30번째 싱글이다. 2022년 8월 31일에 N46Div.를 통해 발매되었다. 센터는 카키 하루카가 맡았다.